# Mühlingen
Mühlingen ist eine Gemeinde im baden-württembergischen Landkreis Konstanz in Deutschland.

## Geographie

### Geographische Lage
Mühlingen liegt im Nordosten des Hegaus, am Übergang zur Schwäbischen Alb im Norden, dem Linzgau im Osten und dem Bodenseebecken im Süden. Durch das Gemeindegebiet fließt die Stockacher Aach.
Der westlich der Mühlinger Ortsmitte liegende Steinbühl () ist mit einer Höhe von 673 m ü. NHN die höchste Erhebung im Mühlinger Gemeindegebiet; der tiefste Punkt mit etwa 550 m ü. NHN liegt im Bereich der Bundesstraße 313 zum Stockacher Stadtteil Hoppetenzell.

### Nachbargemeinden
Das Gemeindegebiet grenzt an die zum Landkreis Konstanz gehörenden Gemeinden Hohenfels (Südosten), Stockach (Süden) und Eigeltingen (Südwesten), an die Gemeinden Emmingen-Liptingen (Nordwesten) und Neuhausen ob Eck (Norden) im Landkreis Tuttlingen sowie an die Gemeinde Sauldorf (Nordosten) im Landkreis Sigmaringen.

### Gemeindegliederung
Zur Gemeinde Mühlingen mit den früher selbstständigen Gemeinden Gallmannsweil, Mainwangen, Schwackenreute und Zoznegg gehören 27 Dörfer, Weiler, Höfe und Häuser. Zur Gemeinde Mühlingen in den Grenzen von 1973 gehören die Dörfer Mühlingen und Hecheln (Äußeres und Inneres), die Höfe Altschorenhof, Bushof, Glashüttenhof, Haldenhof, Hottenloch (auch Hotterloch), Neuschorenhof, Oberweitfelderhof, Rehaldenhof (Rehalden), Reichlinshardt, Reismühle, Schorenmühle und Unterweitfelderhof und das Haus Sägehof (Sägemühle) sowie die Wüstungen Etschreute und Grubenhof.

### Geologie
Im Wesentlichen liegt Mühlingen im Bereich der Überlinger Gletscherzunge des Rheingletschers; regionalgeologisch bedeutet das: am Nordrand der Äußeren Jungmoräne bzw. des voralpinen Molassebeckens.
Vom 17. Oktober bis zum 11. November 1966 wurde der tiefere Untergrund Mühlingens durch eine Tiefenbohrung () bis zu einer Teufe bei 874,6 Meter erforscht. Da sich das Ziel, hier Erdgas und Erdöl anzutreffen, nicht erfüllte, wurde die Bohrung aufgegeben und am 23. November verfüllt. Anhand der Bohrkerne konnten aber die geologischen Verhältnisse des Untergrunds beschrieben werden:

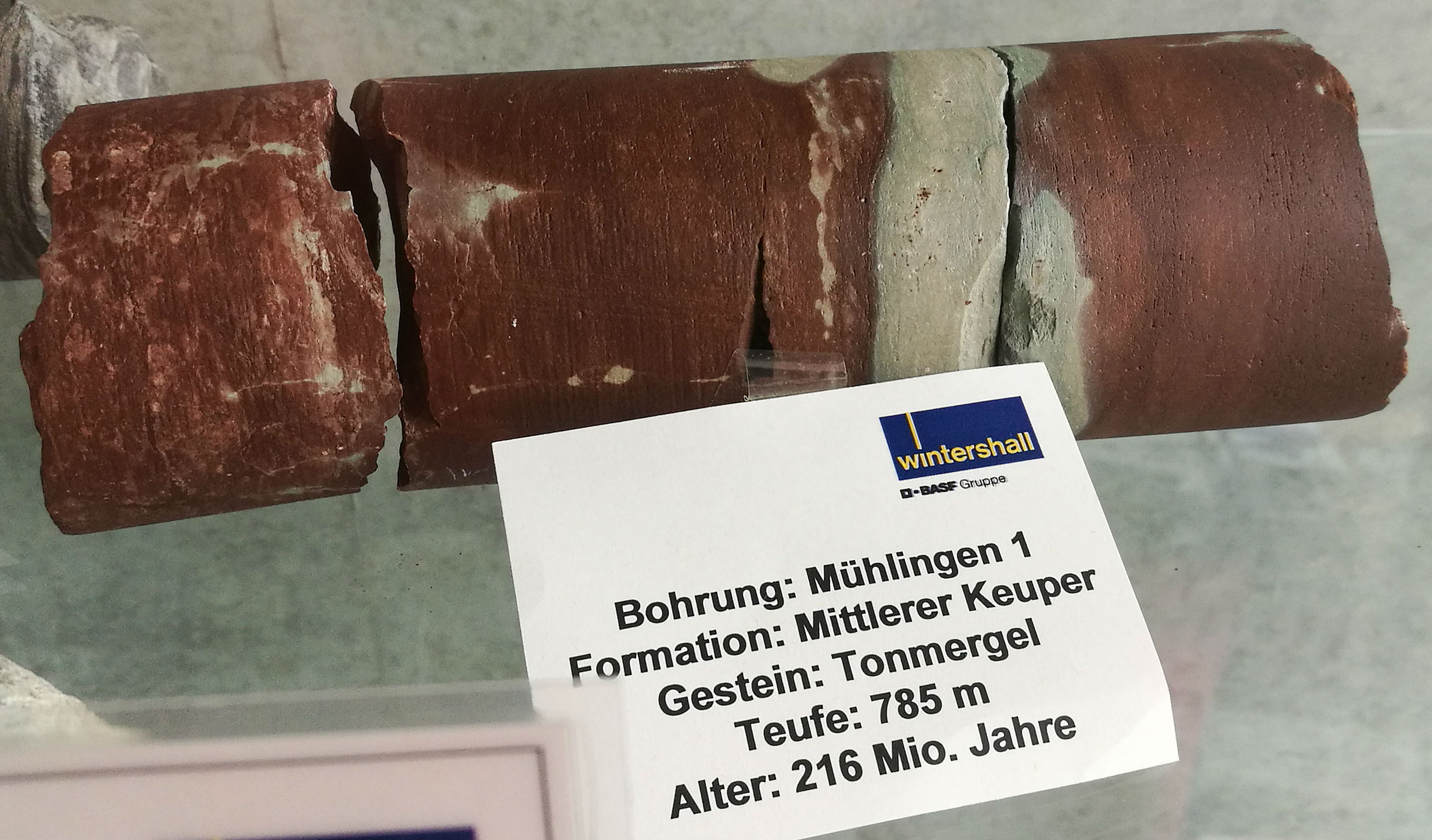
Bohrkern (Teufe 785 m)

0-17,0 m – Quartär: eiszeitliche Moränen mit Kiesen und Tonen
0-74,0 m – Tertiär: Kalk- und Sandsteine der Unteren Süßwassermolasse
0-79,0 m – Tertiär: Bohnerzlehm
-429,0 m – Oberjura (Malm): Kalkstein mit gelegentlichen Mergellagen
-653,0 m – Mitteljura (Dogger)
-718,7 m – Unterjura (Lias)
-867,0 m – Keuper
-874,6 m – Muschelkalk
Einige Teile der Bohrkerne sind heute im Eingangsbereichs des Mühlinger Rathauses ausgestellt und beschrieben.

### Schutzgebiete und Naturdenkmale

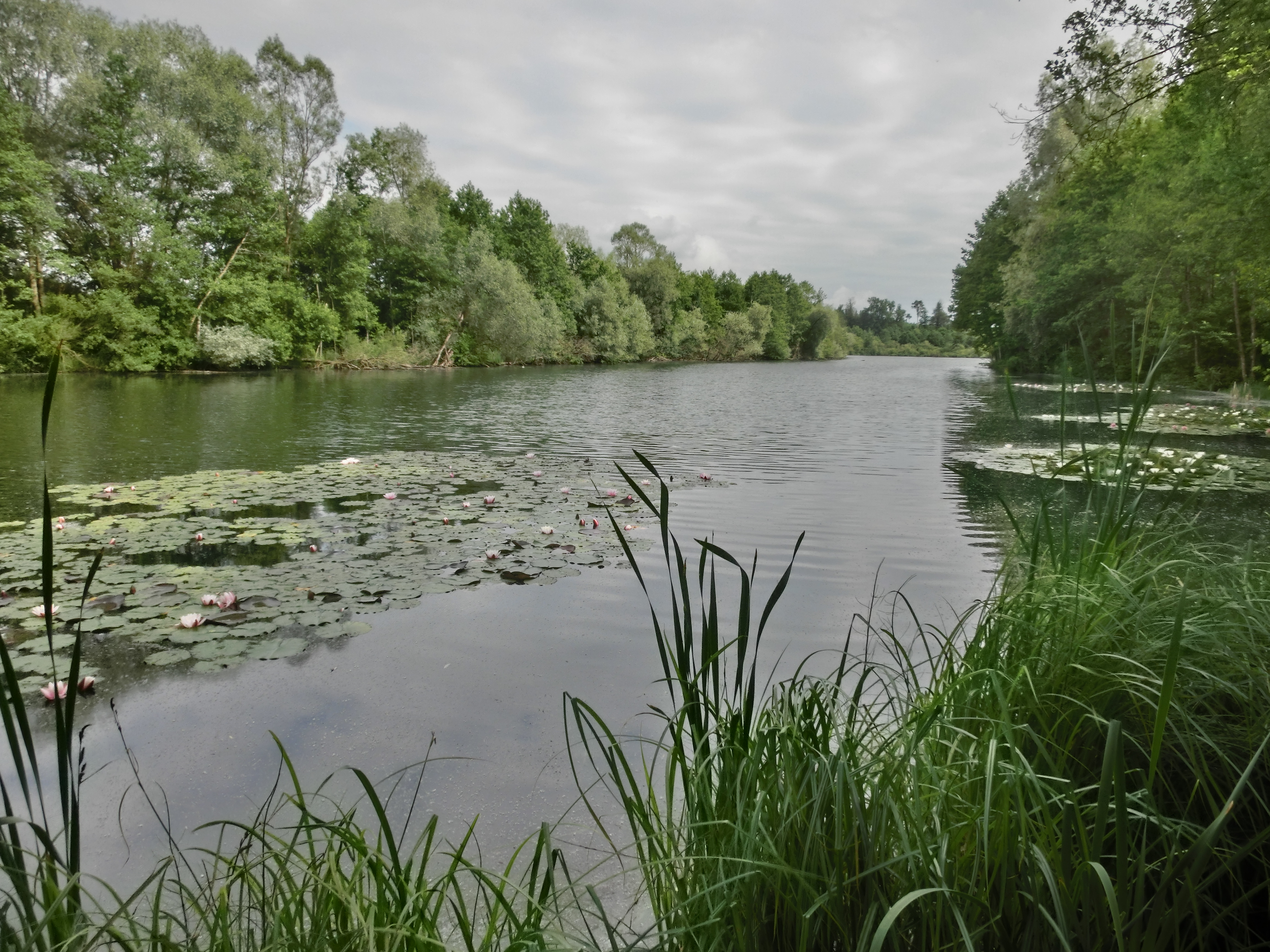
Im NSG Schwackenreuter Baggerseen-Rübelisbach

In Mühlingen sind die beiden Naturschutzgebiete Schwackenreuter Baggerseen-Rübelisbach und Sauldorfer Baggerseen, das FFH-Gebiet Ablach, Baggerseen und Waltere Moor, die drei Wasserschutzgebiete Gerhardsbrunnen, Quellfassung Steinbühl und Quellen Weiherholz, Brunnenbachtobel und Tiefbrunnen Geigeshöfe sowie acht Naturdenkmale ausgewiesen.
- Siehe auch: Liste der Naturschutzgebiete im Landkreis Konstanz
- Siehe auch: Liste der Wasserschutzgebiete im Landkreis Konstanz

## Geschichte

### Bis zum 19. Jahrhundert
Mühlingen dürfte als alemannische Siedlung bereits im 6. oder 7. Jahrhundert entstanden sein. Erstmals urkundlich erwähnt wurde der Ort 1275 als „Mulingen“ im Zehntverzeichnis des Konstanzer Bischofs.
Ab 1506 gehörte der Ort den Grafen von Tengen-Nellenburg, fiel aber bereits 1591 nach deren Aussterben an die Grafen von Hohenzollern.
Aufgrund des Urbars von 1557 standen der Herrschaft folgende Abgaben der Mühlinger Untertanen als Einkünfte zu: 126 Hühner, 47 Hennen, 22 Viertel und 50 Stück (= 600) Eier, je 47 Malter und 7 Viertel Vesen und Hafer sowie 92 Gulden, 8 Batzen und 4 Pfennige.

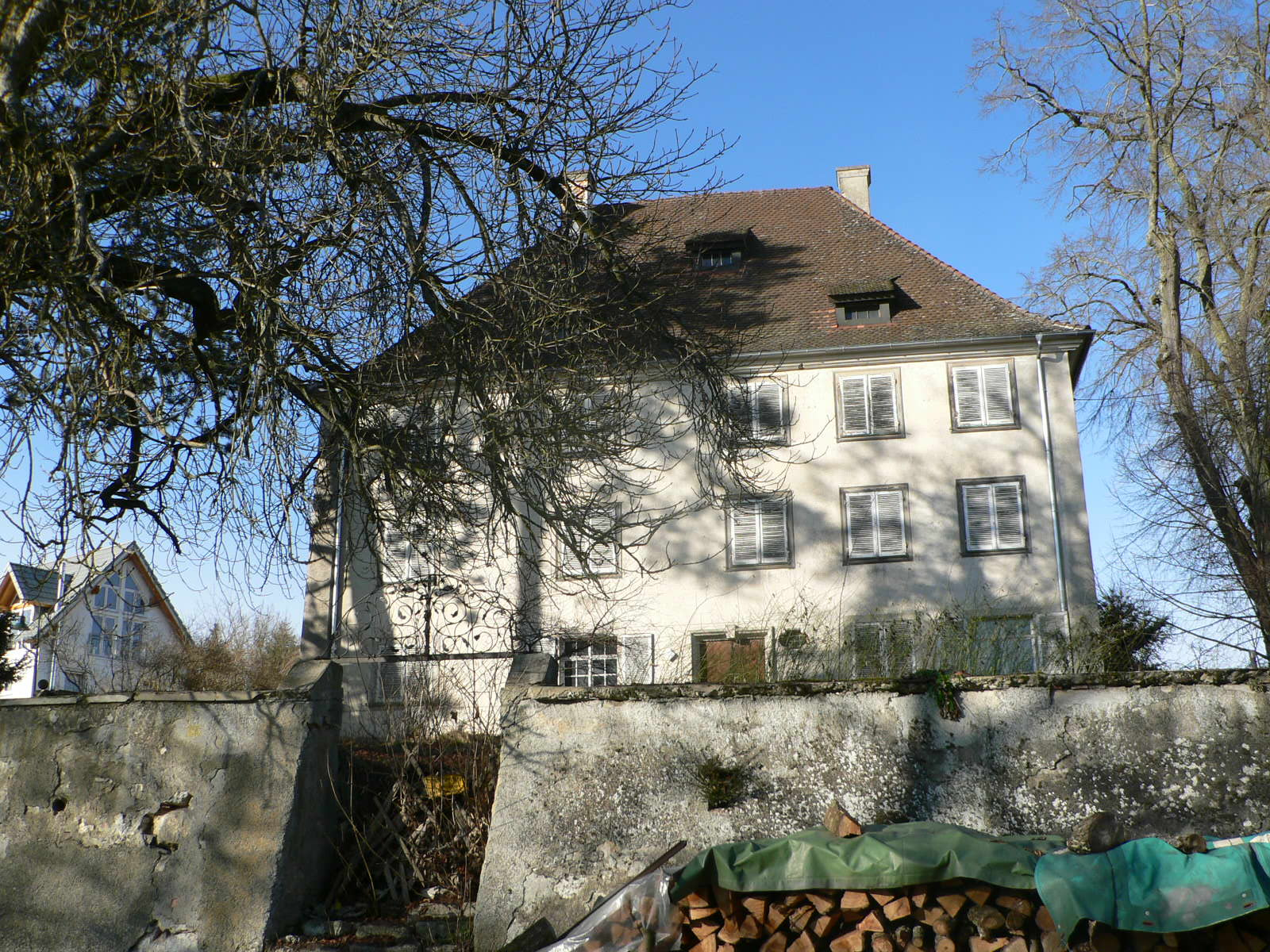
Schloss Mühlingen

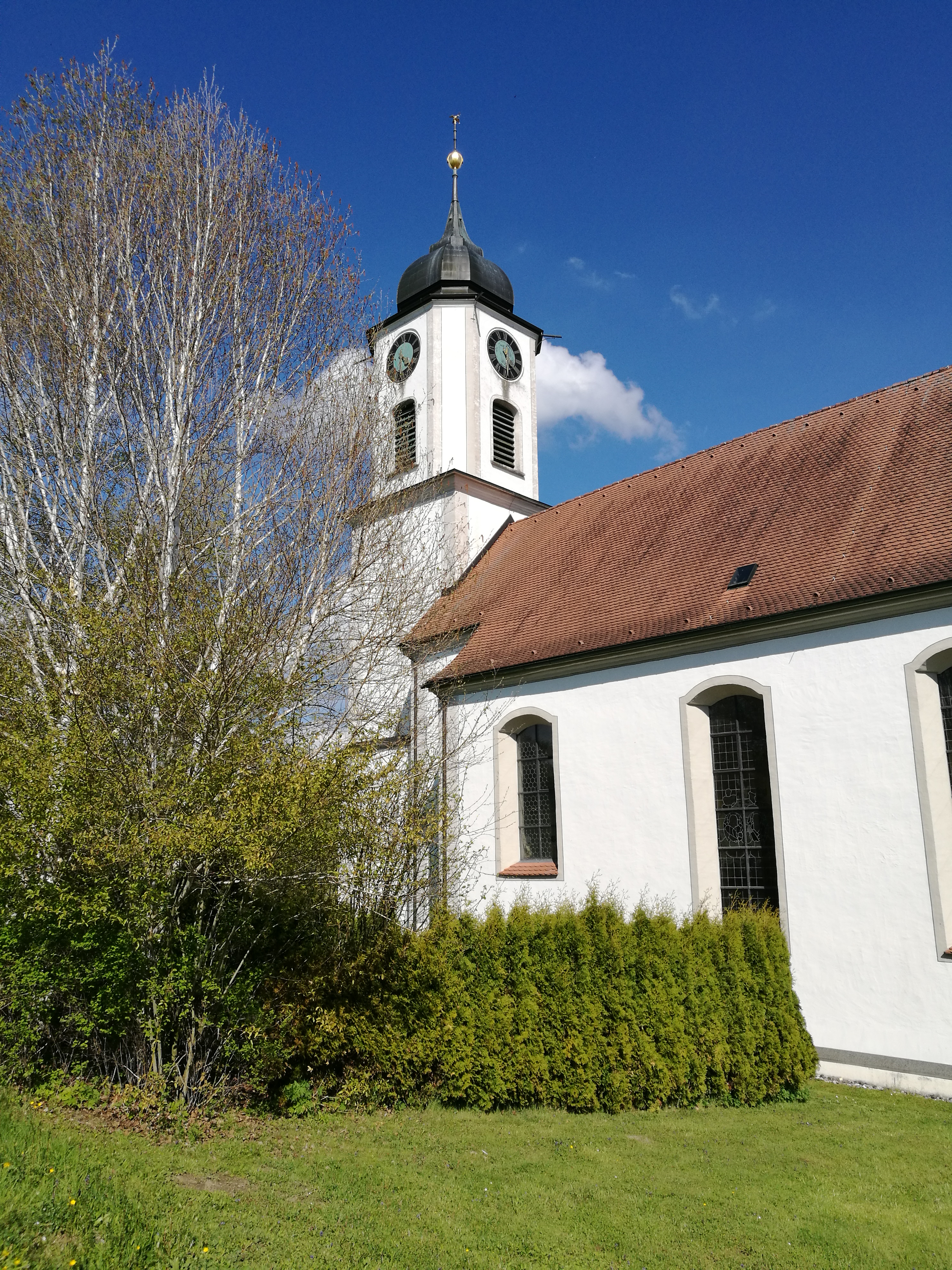
St. Martin in Mühlingen

1623 wurde Mühlingen um 36.000 Gulden an Achilles von Danketschweil verkauft. Im Jahr 1698 kaufte Johann Philipp Jakob Ebinger von der Burg (1672–1712) die Grundherrschaft Mühlingen. Seine Familie ließ 1730 das bis heute bestehende Schloss Mühlingen erbauen. 1731 ging die Grund- und Ortsherrschaft durch Verkauf an die aus Graubünden stammenden Freiherren von Buol-Berenberg, die das Schloss bis heute besitzen. Im Jahr 1747 ließen diese als Patronatsherren die dem Hl. Martin geweihten Pfarrkirche errichten.
Der bis 1806 in der vorderösterreichischen Landgrafschaft Nellenburg gelegene Ort Mühlingen kam im Rahmen der Mediatisierung 1806 zunächst an das Königreich Württemberg und mit dem Grenzvertrag zwischen Württemberg und Baden 1810 an das Großherzogtum Baden.
Zu Mühlingen gehören folgende Höfe und Weiler: Alt- und Neuschorenhof (1547 erstmals urkundlich nachzuweisen) mit Schorenmühle, Bushof (1531 erstmals erwähnt), Glashüttenhof, Haldenhof, Hecheln (aus einer Burgsiedlung hervorgegangenes Dorf mit zwei weilerartigen Ortskernen; 1364 erstmals erwähnt, im Besitz verschiedener Adelsfamilien, 1576 bis 1805 der österreichischen Landgrafschaft Nellenburg, seit 1938 mit Mühlingen vereinigt), Hotterloch (1549 erwähnt), Ober- und Unterweitfelderhof, Rehaldenhof (1524 erwähnt), Reichlinshard (1784 erwähnt), Reißmühle (1225 erwähnt, früher im Besitz des Klosters Salem), Sägehof (Sagmühle) und Stengelehof (1651 erwähnt). Abgegangen sind der Hof Etschreute (noch 1825 bewohnt) und der Grubenhof.
Mühlingen und die später eingemeindeten Ortsteile gehörten zunächst zum Bezirksamt Stockach (später Landkreis Stockach). Seit 1973 gehört die Gemeinde zum Landkreis Konstanz.
Am 1. Januar 1974 wurde die Gemeinde Mühlingen durch Vereinigung der Gemeinden Mühlingen, Mainwangen und Gallmannsweil neu gebildet. Die heutige Gemeinde entstand am 1. Januar 1975 durch Vereinigung dieser Gemeinde mit Schwackenreute und Zoznegg.

### Religionen
Mühlingen ist überwiegend römisch-katholisch geprägt. Auch heute gibt es lediglich eine katholische Kirchengemeinde mit je einem Gotteshaus in Zoznegg, Mainwangen, Gallmannsweil und Mühlingen. Die evangelischen Gläubigen werden von Stockach aus betreut.

### Einwohnerentwicklung
| Nur Mühlingen - um 1800: 270 - um 1850: 510 in 104 Familien in 82 Wohngebäuden - 1900: 467 - 1945, 22. Dezember: 606 Einwohner - 1947, April: 588 Einwohner, 549 katholisch / 39 evangelisch - 1950: 652 - 1961: 622 - 1965: 630 - 1969: 692 - 1970: 657 - 1996: 877 | Gesamtgemeinde - 1987: 1.753 Einwohner (Volkszählung) - 1988: 1.766 Einwohner - 1991: 1.879 Einwohner - 1995: 2.020 Einwohner - 2000: 2.184 Einwohner - 2005: 2.342 Einwohner - 2007: 2.361 Einwohner (30. Juni) - 2010: 2.312 Einwohner - 2015: 2.319 Einwohner - 2016: 2.346 Einwohner - 2019: 2.518 Einwohner - 2020: 2.586 Einwohner - 2021: 2.661 Einwohner - 2022: 2.716 Einwohner |  |

## Politik

### Gemeinderat
Der Gemeinderat in Mühlingen besteht aus den 12 gewählten ehrenamtlichen Gemeinderäten und dem Bürgermeister als Vorsitzendem. Der Bürgermeister ist im Gemeinderat stimmberechtigt.
Die Kommunalwahl am 9. Juni 2024 führte zu folgendem Endergebnis. Die Wahlbeteiligung lag bei 66,02 % (2019: 59,9 %).
| Partei / Liste   | Stimmenanteil | Sitze | Ergebnis 2019    |
| CDU              | 50,76 %       | 6     | 63,3 %, 8 Sitze  |
| FWG              | 47,79 %       | 6     | 36,7 %, 4 Sitze  |
| Die dritte Liste | 1,45 %        | 0     | nicht angetreten |

### Bürgermeister
Die Selbstverwaltung der Gemeinden wurde mit der Gemeindeverordnung von 1831 erweitert, der Vogt vom Bürgermeister abgelöst.
Vor 1975
- vor 1879 bis nach 1882: Mathä Traber
- 1927 bis 1933: Johann Wegmann; trat auf Zwang der NSDAP freiwillig vom Amt zurück
- 10/1934 bis 1935: Karl Kleiner
- 1935 bis 1945: Richard Mayer (NSDAP)
- 1945 bis 1963: Peter Buhl († 20. September 1963, Herzinfarkt)
- 25. November 1963 bis 31. Dezember 1974: Gottfried Winkler

Gesamtgemeinde
- 1. Januar bis 4. September 1975 Amtsverweser, 5. September 1975 (Amtseinführung nach zweitem Wahlgang am 22. Juni 1975) bis 31. Juli 1983 Bürgermeister: Gottfried Winkler[10]
- Zum Bürgermeister von Mühlingen wurde der Diplom-Verwaltungsfachwirt Manfred Jüppner (CDU) aus Stockach am 5. Juni 1983 gewählt (771 von 1059 Stimmen = 72,8 %). Er trat das Amt als damals Dreißigjähriger am 1. August 1983 an.[11][12] Die Amtszeit endete am 30. November 2020 nach über 37 Jahren.
- Am 1. Dezember 2020 trat Thorsten Scigliano (parteilos) das Amt des Bürgermeisters der Gemeinde Mühlingen an. Er wurde im zweiten Wahlgang am 4. Oktober 2020, mit einfacher Mehrheit von drei Kandidaten gewählt (500 von 1162 Stimmen = 43,03 %).

### Wappen
| Wappen der Gemeinde Mühlingen | Blasonierung: „Von einer eingebogenen roten Spitze, worin ein achtspeichiges goldenes (gelbes) Mühlrad, gespalten; vorn in Silber (Weiß) auf grünem Dreiberg eine grüne Tanne, hinten in Gold (Gelb) drei vierendige blaue Hirschstangen übereinander.“ |
| Wappen der Gemeinde Mühlingen | Wappenbegründung: Das auf einen Vorschlag von Kreisarchivar Franz Götz zurückgehende Wappen ist eine Symbiose der Wappen der ehemals selbständigen Gemeinden: Das Mühlrad bildete das „redende“ Wappenbild der ehemaligen Gemeinde Mühlingen und behält diese Bedeutung für die namensgleiche neue Gemeinde bei. Dreiberg und Tanne befanden sich im Wappen von Gallmannsweil. Die übrigen Ortsteile, bis 1803/06 unter der Landeshoheit der Landgrafschaft Nellenburg, führten in ihren Wappen neben anderen Symbolen die blauen Hirschstangen der Landgrafschaft. Am 30. März 1978 wurde für dieses Wappen abgestimmt, aber erst acht Jahre nach der Gemeindereform erwarb sich die Gemeinde mit Urkunde vom 15. August 1983 des Landratsamts Konstanz das Recht, das Wappen zu führen. |

Wappen der ehemals eigenständigen Gemeinden und heutigen Ortsteile

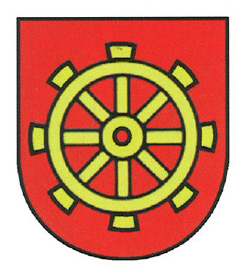
Mühlingen
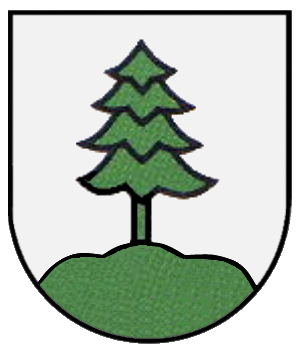
Gallmannsweil
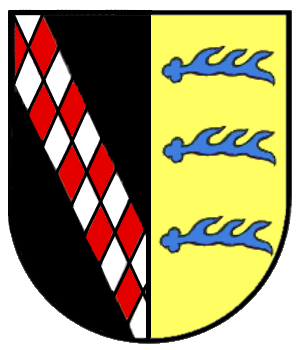
Mainwangen
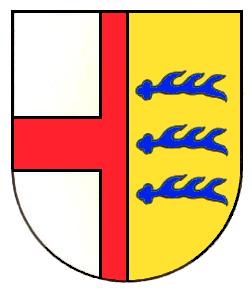
Schwackenreute
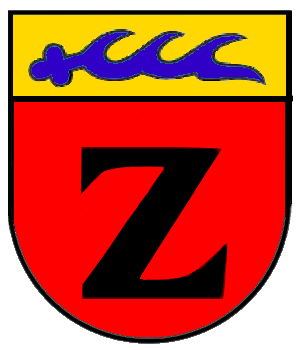
Zoznegg

## Kultur und Sehenswürdigkeiten

### Bauwerke (denkmalgeschützte Gebäude)
- Kirche St. Barbara in Gallmannsweil
- Pfarrhaus Gallmannsweil
- Kapelle St. Wendelin in Hecheln (Fotos rechts)
- Kirche St. Vitus in Zoznegg
- Kirche St. Martin in Mühlingen
- Muttergottes-Kapelle in Mühlweiler
- Kirche St. Peter und Paul in Mainwangen
- Kapelle St. Otmar auf dem Madachhof
- Kapelle St. Anna in Schwackenreute
- Schloss Mühlingen
- Mehrere Flurkreuze an exponierten Stellen, auf Anhöhen und an Weggabelungen in und um Mühlingen werden heute von der Denkmalpflege zu den Kleindenkmalen gezählt und stehen zum Teil unter Denkmalschutz.

### Musik
- Musikverein Mühlingen
- Musikverein Zoznegg
- Jugendmusik Mühlingen-Zoznegg
- Akkordeonorchester Zoznegg
- Kirchenchor Mühlingen
- Kirchenchor Zoznegg

## Wirtschaft und Infrastruktur
Mühlingen ist noch stark von der Landwirtschaft geprägt. Es gibt jedoch auch eine Anzahl kleinerer Industrie-, Handwerks-, Handels- und Dienstleistungsbetriebe.
Ende 2017 wurde beim Ortsteil Schwackenreute ein vier Hektar großes Gewächshaus für Biogemüse von der Vermarktungsgenossenschaft Reichenau Gemüse in Betrieb genommen. Hier sollen jährlich voraussichtlich 600 Tonnen Tomaten, etwa 170 Tonnen Paprika und eine Million Gurken geerntet werden.

### Post
Vor 1900

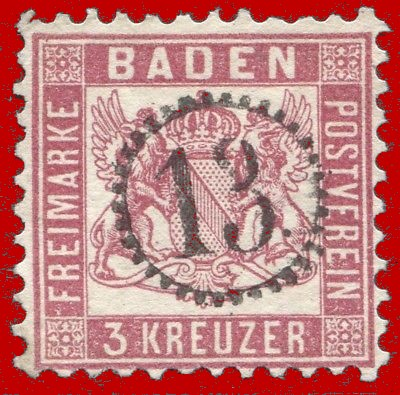
Uhrradstempel 13 (um 1860)

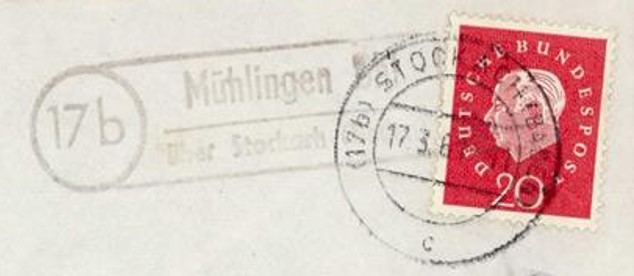
Zusätzlicher Poststempel
„17b Mühlingen über Stockach“ (1961)

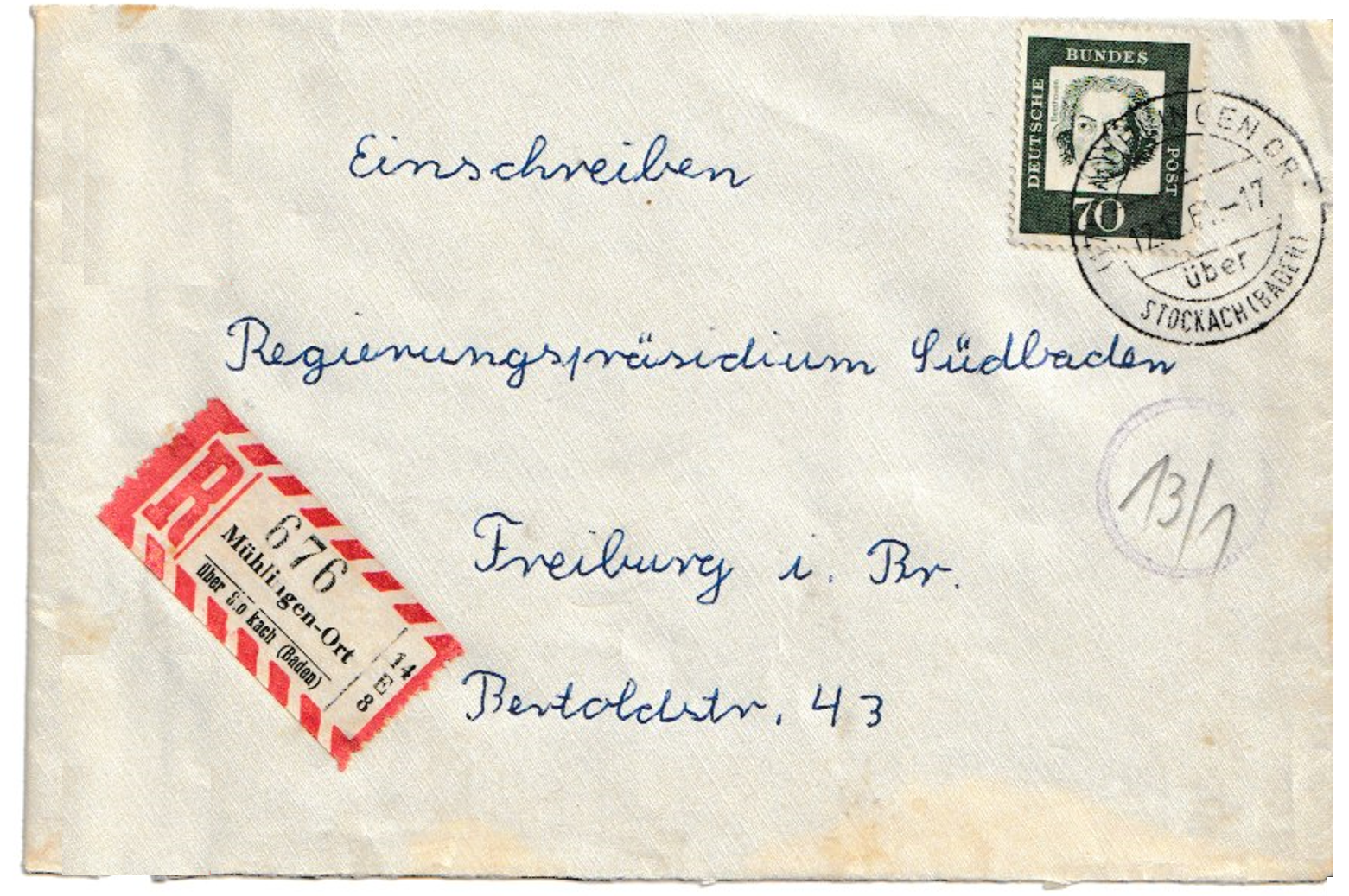
Einschreibebrief von „Mühlingen-Ort über Stockach (Baden)“ nach „Freiburg im Breisgau“ (1961)

Privatpersonen mussten vor 1821 ihre Post auf der Stockacher Postanstalt selbst abgeben. Dann entstand durch die Einrichtung einer Amtsbotenanstalt die Möglichkeit, dass Privatpersonen ihre Post einem Amtsboten übergeben konnten. Dieser brachte die Post anfangs zweimal, später dreimal wöchentlich zur Stockacher Postexpedition.
In den 1850er Jahren wurde die Amtbotenanstalt aufgrund stetig zunehmendem Schriftverkehrs aufgehoben, ihre Dienste der Post übertragen und zum 1. Mai 1859 die Landpostanstalt ins Leben gerufen. Im Amtsbezirk Stockach wurden fünf Botenbezirke eingerichtet, von denen der Botenbezirk No. II von der Expedition in Eigeltingen besorgt wurde. Jeden Montag, Mittwoch und Freitag machte sich der Bote von Liptingen auf die Runde über Schwandorf, Mainwangen nach Mühlingen sowie über Gallmannsweil und Schwandorf zurück nach Liptingen. Poststücke, die in die Mühlinger Brieflade eingeworfen worden waren, wurden vor der Weiterleitung vom Postboten mit dem Uhrradstempel „13.“ versehen.
Heute
In Zoznegg ist heute die örtliche Postagentur eingerichtet.

### Verkehr

#### Bahnverkehr
Der Ortsteil Schwackenreute war bis 1971 ein Eisenbahnknoten, an dem die Bahnstrecke Altshausen–Schwackenreute von der Hegau-Ablachtal-Bahn abzweigte. In den 1970er Jahren wurden beide Strecken für den Personenverkehr stillgelegt und später die Schienen Richtung Altshausen demontiert, so dass Schwackenreute heute über keinen Bahnanschluss für den Personenverkehr mehr verfügt.
Die Bahnstrecke Stockach–Mengen wurde von der Ablachtalbahn GmbH übernommen und für den Güterverkehr ausgebaut. Inzwischen verkehren saisonal wieder Freizeit-Express-Züge auf der Strecke, ab 2024 mit Halt an dem ehemaligen Bahnhof Mühlingen-Zoznegg.

#### Straßennetz
Die Gemeinde ist über mehrere Kreisstraßen an die Bundesstraßen 313 und 14 angebunden.

#### Busverkehr
Über die Linie 100 (Stockach–Zoznegg–Mühlweiler–Mühlingen–Mainwangen–Gallmannsweil–Hecheln) besteht eine Busverbindung. Für die RAB-Linie 7391 Stockach–Sigmaringen gibt es den Umstiegspunkt Mühlingen-Mühlweiler.

#### Radverkehr
Durch eine Alltagsroute aus dem Radnetz Baden-Württemberg ist die Gemeinde mit Stockach und Meßkirch verbunden. Die Route verläuft aktuell über den Ortsteil Zoznegg, als "Zielnetz" ist aber eine Route im Tal über Hoppetenzell und Mühlweiler vorgesehen.
Durch Zoznegg verläuft als Landes-Radfernweg der Hohenzollern-Radweg. Er führt von Konstanz über Ludwigshafen und Meßkirch und die hohenzollerischen Städte Sigmaringen und Hechingen nach Weinstadt im Rems-Murr-Kreis.

### Bildung
Im Ortsteil Mühlingen gibt es eine Grundschule und im Ortsteil Zoznegg eine Gemeinschaftsschule in freier Trägerschaft. Außerdem gibt es in den Ortsteilen Mühlingen und Zoznegg je einen Kindergarten und in Mühlingen eine Kinderkrippe.

### Energieverbrauch und -einspeisung
Entwicklung der Energieeinspeisung und des Energieverbrauchs (in MWh) in der Gemeinde Mühlingen
| Jahr                        | 2015   | 2016   | 2017   |
| --------------------------- | ------ | ------ | ------ |
| Energieverbrauch            | 7.267  | 7.019  | 7.143  |
| Energieeinspeisung nach EEG | 22.562 | 20.894 | 20.359 |

### Wanderwege
Durch Mühlingen und die Ortsteile verlaufen neben einigen von der Gemeinde ausgeschilderten Wanderwegen auch der von Spaichingen auf der westlichen Schwäbischen Alb durch Oberschwaben und entlang des Bodensees bis zum Schwarzen Grat im Württemberger Allgäu führende „Heuberg-Allgäu-Weg“, die Route 15 der „Burgenwege“ sowie der von Engen nach Stockach ausgeschilderte „Hegau-Panorama-Weg“.

## Persönlichkeiten

### Söhne und Töchter der Gemeinde
- Joachim Aberlin (in Gallmannsweil geboren; † nach 1554), evangelisch-reformierter Pfarrer, Lehrer und Kirchenliederdichter
- Kaspar Zeiler (1594–1681), Generalvikar und Weihbischof von Augsburg, wurde im heutigen Ortsteil Mainwangen geboren
- Karl Ott (1873–1952), Pädagoge und Politiker, in Mainwangen geboren

### Persönlichkeiten, die vor Ort gewirkt haben
- Joseph Ignaz von Buol-Berenberg, Ritter von und zu Mühlingen (1749–1817), Militär
- Stephan Schuhmacher (1819–1875) baute 1854 gemeinsam mit Eduard Hieber die Orgel für die Pfarrkirche St. Peter und Paul in Mainwangen.
- Maria Anna von Buol-Berenberg (1861–1943), Edle Herrin auf Mühlingen, Dichterin und Schriftstellerin